# Östermyra bruk
Östermyra var ett järn- och krutbruk i Finland som grundades år 1798 av Abraham Falander, och länge var det enda krutbruket i Finland. Namnet Östermyra kommer från det tidigare svenska namnet på det som idag är känt som Seinäjoki.